# Michael Johann Wagner
Michael Johann Wagner (ur. 12 sierpnia 1788, zm. 23 października 1842) – austriacki duchowny rzymskokatolicki, w latach 1836-1842 biskup Sankt Pölten.

## Życiorys
Urodził się 23 października 1842. 2 maja 1833 wybrany biskupem Belgradu, papież kanonicznie zatwierdził ten wybór 29 lipca tego samego roku. Sakrę otrzymał 8 września 1833. W latach 1833–1836 sprawował obowiązki apostolskiego wikariusza polowego cesarskiej i królewskiej Armii. W lutym 1836 został zatwierdzony jako biskup Sankt Pölten. Zmarł 27 września 1863.